# Theodor von Schauroth
Theodor Heinrich Friedrich Victor von Schauroth (* 20. August 1815 in Ratibor; † 16. April 1891 in Schweidnitz) war ein preußischer Generalmajor.

## Leben

### Herkunft
Er war der Sohn des preußischen Majors Karl Friedrich Wilhelm von Schauroth (1780–1863) und dessen Ehefrau Karoline, geborene von Salisch (1784–1861).

### Militärkarriere
Schauroth besuchte zunächst die Kadettenhäuser in Potsdam und Berlin. Ab 1. August 1832 war er Leibpage des Königs Friedrich Wilhelm III. und wurde am 5. August 1833 als Sekondeleutnant dem 4. Husaren-Regiment der Preußischen Armee überwiesen. Von Juli 1843 bis 1848 war Schauroth als Eskadronführer in Frankenstein beim III. Bataillon des 11. Landwehr-Regiments kommandiert. Anschließend nahm er mit seinem Stammregiment während der Niederschlagung des Aufstandes in Posen an den Gefechten bei Groß-Popola und Raczkow teil. Am 16. Oktober 1849 avancierte Schauroth zum Premierleutnant und wurde Mitte Mai 1850 Adjutant der 11. Kavallerie-Brigade in Breslau. In dieser Eigenschaft folgte am 22. Juni 1852 seine Beförderung zum Rittmeister und knapp zwei Jahre später die Ernennung zum Eskadronchef im 4. Husaren-Regiment. Als Major rückte Schauroth am 14. Juni 1859 in den Regimentsstab auf. Daran schloss sich ab 12. Mai 1860 eine Verwendung als etatsmäßiger Stabsoffizier im 7. Husaren-Regiment an. Kurz nach seiner Beförderung zum Oberstleutnant beauftragte man Schauroth am 4. September 1864 mit der Führung des 2. Leib-Husaren-Regiments Nr. 2 und ernannte ihn am 18. April 1865 zum Regimentskommandeur. Schauroth führte sein Regiment 1866 im Krieg gegen Österreich in den Gefechten bei Rudelsdorf, Tobitschau und Roketnitz sowie der Schlacht bei Königgrätz.
Sein Einsatz wurde nach dem Friedensschluss am 20. September 1866 durch die Verleihung des Roten Adlerordens III. Klasse mit Schwertern gewürdigt. Außerdem erfolgte am 31. Dezember 1866 mit Patent vom 30. Oktober 1866 seine Beförderung zum Oberst. Als solcher kämpfte er 1870/71 während des Krieges gegen Frankreich mit seinem Regiment im Rahmen der 4. Kavallerie-Division bei Weißenburg, Wörth, Sedan, Artenay, Loigny und Poupry, Orléans sowie Le Mans. Ausgezeichnet mit beiden Klassen des Eisernen Kreuzes beauftragte man ihn am 7. Januar 1871 mit der Führung der 9. Kavallerie-Brigade. Wenige Tage später wurde Schauroth zum Kommandeur der 12. Kavallerie-Brigade ernannt und nach dem Frieden von Frankfurt am 23. Mai 1871 in gleicher Eigenschaft wieder zur 9. Kavallerie-Brigade versetzt. In dieser Stellung folgte am 18. August 1871 die Beförderung zum Generalmajor. Unter Verleihung des Roten Adlerordens II. Klasse mit Eichenlaub und Schwertern am Ringe wurde Schauroth in Genehmigung seines Abschiedsgesuches am 16. Oktober 1873 mit der gesetzlichen Pension zur Disposition gestellt.

### Familie
Schauroth hatte sich am 29. November 1837 in Ohlau mit Adele von Kursell (1819–1900) verheiratet. Sie war die Stieftochter des späteren preußischen Generalleutnants Adolf Westphal von Bergener (1785–1864). Aus der Ehe gingen mehrere Kinder hervor, darunter der Sohn Athos Adam Arthur (1854–1924), der zum Generalleutnant aufstieg und während des Ersten Weltkriegs die 19. Landwehr-Infanterie-Brigade kommandierte.